# Dead Air for Radios
| Recensione   | Giudizio |
| ------------ | -------- |
| Allmusic     |          |
| Sputnikmusic | 5/5      |

Dead Air for Radios è il primo album da solista di Kevin Moore, musicista statunitense, dopo aver lasciato i Dream Theater, pubblicato sotto il nome di Chroma key.
L'album ha venduto circa 30 000 copie, come riferisce Moore in un'intervista

## Antefatti
Dopo aver abbandonato i Dream Theater nel luglio del 1994, Moore ritornò a New York e vendette tutte le sue proprietà e caricò i suoi bagagli nella sua station wagon. Jim Pitulski, l'allora co - manager della band gli chiese dove fosse diretto ed egli rispose che glielo avrebbe fatto sapere quando sarebbe arrivato a destinazione, Pitulski sentendo quella risposta, dichiarò di aver provato un senso di ammirazione nei suoi confronti. Dunque si trasferì in Nuovo Messico a Santa Fe dove cominciò la produzione del suo primo disco solista nel 1998 che avrebbe successivamente pubblicato nel dicembre del medesimo anno.

## Tracce
Testi e musiche di Kevin Moore eccetto dove indicato
CD
1. Colorblind – 4:52
2. Even the Waves – 6:31
3. Undertow – 4:49 (Mark Zonder)
4. America the Video – 4:29 (Mark Zonder)
5. S.O.S. – 5:24
6. Camera 4 – 3:47
7. On the Page – 4:26
8. Mouse (Now Watch What Happens) – 5:05 (testo: Todd Farrington)
9. Hell Mary – 4:04

## Formazione
- Joey Vera – basso (dalla traccia 3 alla 5)
- Mark Zonder – batteria
- Jason Anderson – chitarra
- Eddy Schreyer – mastering
- Steve Tushar – produzione, ingegneria del suono, missaggio
- Kevin Moore – produzione, missaggio, voce, tastiere, programmazione, basso (eccetto dalla traccia 3 alla 5), batteria